# Chrysotus xanthocal
Chrysotus xanthocal är en tvåvingeart som beskrevs av Harmston och Frank Hall Knowlton 1940. Chrysotus xanthocal ingår i släktet Chrysotus och familjen styltflugor.
Artens utbredningsområde är Kalifornien. Inga underarter finns listade i Catalogue of Life.